# جيف كولين
جيف كولين (16 مارس 1977 في أستراليا - ) (بالإنجليزية: Geoff Cullen)‏ هو لاعب كريكت أسترالي. لعب مع فريق غرب أستراليا للكريكت ‏.

## وصلات خارجية
- جيف كولين على موقع إي آس بي آن كريك إنفو (الإنجليزية)